# يان بالانتين
يان بالانتين (بالإنجليزية: Ian Ballantine)‏ هو ناشر أمريكي، ولد في 15 فبراير 1916 في نيويورك في الولايات المتحدة، وتوفي في 9 مارس 1995 بسبب نوبة قلبية.

## وصلات خارجية
- يان بالانتين على موقع إن إن دي بي (الإنجليزية)